# Trasiwulos Tsakalotos
Trasiwulos Tsakalotos (hebr. ‏Θρασύβουλος Τσακαλώτος‎, ur. 3 kwietnia 1897 w Prewezie, zm. 15 sierpnia 1989 w Atenach) – generał greckiej armii walczący w I i II wojnie światowej oraz w greckiej wojnie domowej po stronie sił rojalistycznych.
Wyróżnił się talentem dowódczym, w trakcie wojny grecko-włoskiej, w Albanii. Komendant akademii wojskowej na wychodźstwie, Organizator rojalistycznej czystki na wychodźstwie – ok. 8 tysięcy żołnierzy (połowę składu królewskich jednostek bojowych) uwięził w brytyjskich obozach jenieckich w Afryce, do końca wojny. Dowódca 3 Górskiej Brygady – największej rojalistycznej jednostki bojowej, walczącej z hitlerowcami tylko pod Rimini, we Włoszech, następnie używanej do walk z grecką lewicą. Popierany w tej sprawie przez Brytyjczyków, był zwolennikiem jak najszerszego wykorzystania w armii, policji i więziennictwie byłych greckich hitlerowców.

## Młodość
Tsakalotos dzieciństwo spędził w Grecji. W wieku 13 lat wyjechał do Aleksandrii w Egipcie. Do Grecji wrócił i 1916 roku został absolwentem szkoły wojskowej następnie skierowany na front wojenny. Walczył na froncie macedońskim podczas I wojny światowej i w wojnie grecko-tureckiej (1919–1922). Po zakończeniu wojny kontynuował karierę wojskową.

## Wojna włoska i konspiracja
Wybuch II wojny światowej zastał go w stopniu pułkownika. Początkowo dowodzi regimentem, jednak wyróżnia się jako bardzo utalentowany dowódca i pod koniec kampanii albańskiej jest już szefem sztabu korpusu. Po kapitulacji Grecji dołączył do wiernego monarchii ruchu oporu.

## Służba królowi na wychodźstwie
Na specjalną prośbę – zapotrzebowanie królewskiego rządu na wychodźstwie, z pomocą brytyjskich sił specjalnych SOE, opuszcza Grecję w 1943, by dołączyć do greckich sił zbrojnych w Egipcie. Następnie, jako komendant greckiej akademii wojskowej w Ismaili, kieruje też organizacją rojalistycznej czystki w całej greckiej armii na wychodźstwie. W wyniku represji, dwie (jedyne) greckie brygady zredukowane zostały do jednej, gdyż około 8 tysięcy aresztowanych żołnierzy, podejrzewanych o poglądy republikańskie, zamiast wkrótce wyzwalać Grecję i Włochy, osadzonych zostało w brytyjskich obozach jenieckich w Libii, Sudanie, Egipcie i w Południowej Afryce. Tsakalotosowi powierzono następnie dowództwo 3 Brygady Górskiej, jako całkowicie wiernej idei monarchii i o zdecydowanie antykomunistycznym nastawieniu, powstałej w miejsce owych dwóch, rozformowanych. Formacja ta wyróżniła się następnie znakomitą postawą żołnierską, w bitwie o Rimini, we wrześniu 1944. Ponadto, z wiernych królowi żołnierzy, głównie oficerów, pozostałych poza składem 3 Górskiej Brygady, utworzono jeszcze jeden rojalistyczny oddział, nazwany Świętym Zastępem (Ieros Lochos), w 1947 roku przekształcony w górskie siły specjalne LOK.

## Służba wojskowa tuż po wyzwoleniu Grecji spod okupacji
Jeszcze przed powrotem do Grecji Tsakalotos należy do osób wtajemniczonych w planowanie upadku koalicyjnego rządu Grecji, dla rozprawy z lewicowo-republikańskim ruchem ELAS, z wykorzystaniem do tego celu byłych hitlerowskich oddziałów kolaboracyjnych w Grecji, greckich sił królewskich i sił brytyjskich. Starcie to nastąpiło już z początkiem grudnia, w Atenach, gdy ELAS skutecznie sprowokowano do wystąpienia zbrojnego, po uprzednim wielokrotnym zmasakrowaniu tłumu cywilnych demonstrantów przez oddziały porządkowe, złożone wyłącznie z byłych kolaborantów. W szczególności, na głównym placu miasta (Syntagma), ogień otwierano dwukrotnie – raz masakrując demonstrantów, a następnie ponownie, strzelając do osób udzielających pomocy rannym. Wydarzenia te znane są jako „Dekemvriana”, a walki, prowadzone na skalę operacyjną, połączone z bombardowaniem robotniczych dzielnic Aten i Pireusu z morza i powietrza przez flotę i lotnictwo brytyjskie i z brytyjską inicjatywą strategiczną w mieście, trwały łącznie ok. 35 dni. Całością operacji dowodził Brytyjczyk, Sir Ronald MacKenzie Scobie. Rozkaz „potraktowania Aten, jak zbuntowanego miasta wroga” wydał mu 5 grudnia 1945 Sir Winston Churchill. Trasiwulos Tsakalotos, w trakcie tych walk, pełnił funkcję dowódcy połączonych sił królewskich, sprowadzonych tu z Włoch, oraz liczniejszych od nich greckich oddziałów hitlerowskich w Atenach, co łącznie stanowiło około 19 tysięcy zbrojnych.
12 grudnia 1944, w trakcie tajnych negocjacji z brytyjskim dowództwem, partyzanci ELAS wyrazili zgodę na opuszczenie miasta i przyjęcie wszystkich brytyjskich warunków, w zamian oczekując jedynie wycofania z Aten także 3 Górskiej Brygady generała Trasiwulosa Tsakalotosa. Propozycję odrzucono.

## Porozumienie z Warkizy
W lutym 1945 podpisano porozumienie w Warkizie, rozwiązujące ELAS, jednak bez intencji dotrzymania jego warunków. Oddziały królewskie także miały być rozwiązane, z udziałem oficerów i żołnierzy obu stron tworzona być miała nowa, wspólna armia narodowa i policja itd... Jednak już w kilka tygodni po podpisaniu tego porozumienia rozpoczęły się masowe aresztowania i tortury niemal wszystkich ujawniających się byłych partyzantów i także dziesiątków tysięcy innych osób, podejrzewanych o sprzyjanie im w latach okupacji hitlerowskiej. Taktyka ta służyła przygotowaniu do właściwego – z punktu widzenia monarchii – wyniku wyborów parlamentarnych oraz referendum ustrojowego. Tsakalotos mianowany został szefem sztabu II Dywizji Piechoty, wkrótce potem mianowano go komendantem Akademii Wojskowej.

## Udział i zasługi w wojnie domowej
Po rozpoczęciu greckiej wojny domowej 1946–1949 Tsakalotos, w roku 1945 awansowany do stopnia generała brygady, od 1946 r. pełnił funkcję Komendanta (głównej) Akademii Wojskowej. Następnie, kilkakrotnie awansowany w miejsce mniej zdecydowanych oficerów i przy generalnie bardzo niskim morale armii, od 1948 siłami królewskiego Pierwszego Korpusu, rozlokowanymi między innymi na półwyspie Peloponez. W 1949 r. dowodził już większą częścią sił królewskich, zaangażowaną w operacje przeciw komunistycznym partyzantom. Trafnymi, choć ówcześnie krytykowanymi, decyzjami o szybkim przemieszczeniu części oddziałów z Peloponezu na samą Północ Grecji, zapobiegł zajęciu przez DSE miasta Florina, gdzie komuniści, wzmocnieni m.in. polskimi dostawami sprzętu wojennego zamierzali przenieść z Albanii swój „rząd Grecji”. Atak na Florinę zakończył się dotkliwymi stratami atakujących partyzantów i – co podkreśla wielu autorów – ich decydującą porażką propagandową.
Następnie, korzystając z szerokiego strumienia pomocy wojskowej USA, ścisłej morskiej i lotniczej blokady brzegów oraz dysponując 4-krotną przewagą liczebną oddziałów, wiosną 1949 przystąpił do likwidacji komunistycznego powstania. Najpierw kierował likwidacją, a praktycznie także eksterminacją, peloponeskiej 3 dywizji DSE, odciętej od źródeł zaopatrzenia i dróg odwrotu. Sukcesy te zbiegły się w czasie z powrotem do służby i objęciem naczelnego dowództwa przez bardzo szanowanego w wojsku dowódcę kampanii włoskiej w górach Albanii (1940-41), generała Aleksandrosa Papagosa, uprzednio unikającego mieszania się w wojnę domową o niepewnym – jak się wydawało – wyniku.
W tej fazie wojny, na terenach toczących się walk, powszechnie były już pobory, czy też porywanie także młodocianych przez oddziały obu stron, a sądy polowe stron wydawały głównie wyroki śmierci. Skutecznie zrażało to ludność cywilną do angażowania się we wspieranie kogokolwiek, a rodziny tysiącami przenosiły się za granicę. Wojsko królewskie stosowało przymusowe wysiedlenia całej, wiejskiej ludności z dużych obszarów (łącznie wysiedlono tak ponad 800 tysięcy osób) i wypalanie opustoszałych miejscowości i otaczającej je szaty roślinnej przy pomocy napalmu – środki walki, często wskazywane królewskim siłom zbrojnym, przez amerykańskich doradców, jako szczególnie skuteczne. Standardem stały się publiczne tortury, po przewiezieniu jeńców do ich miejscowości pochodzenia i okazaniu rodzinie, a następnie wystawianie zmasakrowanych zwłok przez długi czas, pod strażą, na widok publiczny. Żołnierze Tsakalotosa fotografowali się z odciętymi głowami bojowników DSE
.
W prowadzonej przez Tsakalotosa tzw. drugiej bitwie o masywy gór Witsi i Gramos, dysponując już (zależnie od ocen) od 10 do 50-krotną przewagą siły rażenia – jeńcy rozstrzeliwani byli nieraz jeszcze tego samego dnia, bez względu na często młodociany wiek – wojska królewskie ostatecznie pokonały partyzantów, co oznaczało rzeczywiste zakończenie działań zbrojnych greckiej wojny domowej.

## Konflikty z obozami władzy i wystąpienie z wojska
31 maja 1951 został mianowany dowódcą sztabu generalnego. Nastąpiło to wkrótce po okoliczności, gdy poprzedni szef sztabu generalnego Aleksandros Papagos popadł w konflikt z królem, ogłaszając zamiar wystąpienia z wojska – podjęcia kariery politycznej. Następnie król Paweł rozkazał generałowi Tsakalotosowi aresztować marszałka Papagosa, Tsakalotos odmówił. Tsakalotos doprowadził jednak do ujawnienia działalności nielegalnej wojskowej organizacji ΙΔΕΑ, oskarżanej o plan przewrotu, popadając w konflikt z jej oficerami, popierającymi marszałka Papagosa. Wystąpił z wojska 20 listopada 1952, w stopniu generała dywizji, w dwa dni po zaprzysiężeniu rządu nowego premiera – Aleksandrosa Papagosa.

## Aktywność obywatelska po zwolnieniu z wojska
Po zakończeniu działań wojennych Tsakalotos, przeszedł na wojskową emeryturę, przy czym w latach 1957–1960 podjął jeszcze funkcję ambasadora Królestwa Grecji w Jugosławii.
23 marca 1984, Trasiwulos Tsakalotos przed kamerami telewizji spotkał się i pojednał z Markosem Wafiadisem, organizatorem i do sierpnia 1948 roku dowódcą sił DSE, w trakcie wojny domowej w Grecji. Tsakalotos zmarł w 1989 w wieku 92 lat.

## Rodzina
Bratankiem Trasiwulosa Tsakalatosa jest Efklidis Tsakalotos – parlamentarzysta, od sierpnia 2015 r. minister finansów w lewicowym rządzie Syrizy.